# Яготинский маслозавод
Яготинский маслозавод (укр. Яготинський маслозавод) — предприятие пищевой промышленности в городе Яготин Яготинского района Киевской области Украины, которое занимается переработкой молока, производит пакетированное молоко и молочную продукцию.

## История
Яготинский маслодельный завод был введён в эксплуатацию в июне 1956 года, став одним из крупнейших молокоперерабатывающих предприятий в области.
В 1960е годы завод был реконструирован, оснащён новым оборудованием и переведён на природный газ, что позволило увеличить его перерабатывающие мощности до 100 тонн молока в сутки. 
В целом, в советское время маслозавод входил в число крупнейших предприятий города.
После провозглашения независимости Украины государственное предприятие было преобразовано в открытое акционерное общество.
В 2006 году завод вошёл в состав группы компаний "Молочный альянс".

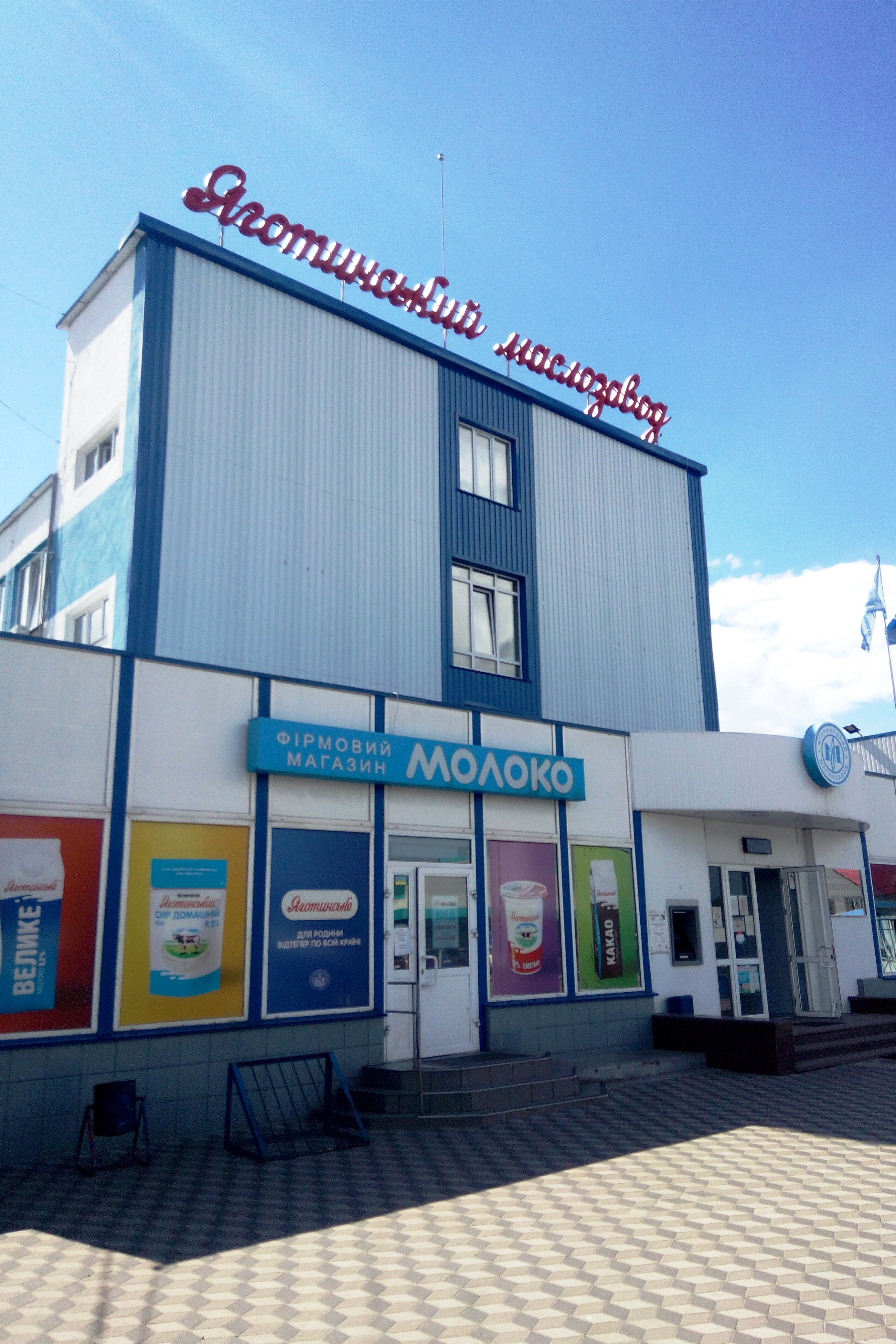
Основной корпус предприятия

Начавшийся в 2008 году экономический кризис осложнил положение предприятия, которое завершило 2008 год с прибылью 1,3 млн. гривен, но 2009 год завод завершил с чистой прибылью 9 млн. гривен.
В 2012 году Яготинский маслозавод презентовал новинку - творог "Домашний". 
2012 год завод завершил с чистой прибылью 33,2 млн. гривен, 2013 год — с чистой прибылью 19,3 млн. гривен.
2015 год завод завершил с чистой прибылью 60,745 млн. гривен.
2016 год завод завершил с чистой прибылью 129 млн. гривен.
В 2017 году завод являлся одним из крупнейших производителей и экспортёров сливочного масла в стране.
В январе 2022 года стало известно, что Яготинский маслозавод начал выполнять частичную доставку продукции с дальнейшей остановкой производственной деятельности. Причиной такого решения стала кризисная ситуация в молокоперерабатывающей сфере.

## Современное состояние
Завод выпускает молочную продукцию 36 наименований под торговой маркой "Яготинское": молоко, сливочное масло, сметана, кефир, термостатная молочная продукция (простокваша, ряженка и йогурты), а также мягкие и кисломолочные сыры.